# 고보케역
고보케역(일본어: 小歩危駅)은 일본 도쿠시마현 미요시시에 있는 시코쿠 여객철도 도산 선의 역이다. 역 번호는 D26이다. 상대식 승강장 2면 2선의 구조를 지닌 지상역이다.

## 타는 곳
| 1 · 2 | ■ 도산 선 | (하행) | 도사야마다 · 고멘 · 고치 방면         |
| 1 · 2 | ■ 도산 선 | (상행) | 아와이케다 · 고토히라 · 도쿠시마 방면 |

## 역 주변
- 국도 제32호선

## 역사
- 1935년 11월 28일 : 니시우역(일본어: 西宇駅)으로서 개업.
- 1950년 10월 1일 : 오보케역으로 개칭.
- 1987년 4월 1일 : 민영화에 의해, 시코쿠 여객철도로 이관.

## 인접 정차역
| 시코쿠 여객철도 도산 선       | 시코쿠 여객철도 도산 선 | 시코쿠 여객철도 도산 선 |
| ----------------------------- | ----------------------- | ----------------------- |
| D 25 아와카와구치 다도쓰 방면 | 도산 선                 | 오보케 D 27 고치 방면   |